# Hubert Faure
Hubert Faure (28 de mayo de 1914 - 17 de abril de 2021) fue un soldado francés durante la Segunda Guerra Mundial. Fue miembro de los comandos Kieffer.